# 覃恩堂
覃恩堂，位于中华人民共和国浙江省金华市兰溪市永昌街道，是浙江省省级文物保护单位之一。
2017年1月13日，覃恩堂被列入第七批浙江省文物保护单位，该文物保护单位是一座古建筑。